# Kell sistem antigena
Kell sistem antigena ili  Kell–Cellano sistem je grupa antigena na površini eritrocita čoveka, a  koji su značajne determinante krvnih grupa i mete autoimunih  bolesti koje uništavaju crvena krvna zrnca. Kell antigeni se označavaju kao K, k, ili Kp. Genski lokus koji kodira sintezu Kell proteina nalazi se na dugom kraku hromozoma 7, pozicija: q33.

## Protein
Kell gen kodira tip II transmembranskih glikoproteina koji su visoko polimorfni antigeni Kell sistema krvnih grupa.   Kell glikoprotein se veže preko jednstruke disulfidne veze u XK membranski protein koji nosi Kx antigena. Kodirani proteina sadrži sekvencu i strukturne sličnosti sa članovima neprilizina (M13) porodice cink-endopeptidaza.
Postoji nekoliko alela na kenu koji kofira Kell protein, Takva dva su K1 (Kell) i K2 (Cellano), koji su najčešći i najpoznatiji. Kell protein je usko vezan za drugi protein,  XK, preko disulfidne veze. Izostanak XK proteina (kao kod delecija), dovodi do značajnog smanjenja količine Kell antigena na površini crvenih krvnih zrnaca. Izostanak Kell proteina (K 0), međutim, ne utiče na XK protein.

## Asocirane bolesti
Kell antigeni su važni u transfuzijskoj medicini, autoimunoj  hemolitiičkoj  anemiji  i  hemolitičkoj  bolest novorođenčeta (u prisustvu anti-Kell).  Nakon ABO I RH sistema krvnih antigena, anti-K je sljedeći najčešće imuno antitelo eritrocita. Anti-K  se obično predstavlja kao IgG klasa aloantitela. Osobe kojima nedostaje određeni Kell antigen mogu  razviti antitela protiv Kell antigena kada transfuzijska  krvi sadrži taj antigen. To se posebno odnosi na K antigen koji pokazuje relativno visoku antigenost  i umjereno niske frekvencije (~ 9%) u kavkazoidnim populacijama. Anti-K  se također može pratiti transplantacijsko krvarenje (TPH) povezano s porodom,  zbog čega je Kell zabrinjavajući u izazivanju hemolitičke bolesti novorođenčeta. Nakon formiranja anti-K, naknadnoe transfuzije krvi mogu biti praćene uništavanjem  novih ćelija ovih antitela, što je proces poznat kao hemoliza. Anti-K ne veže complement pa je  stoga hemolizeaje van krvnih žila. Da bi se spriječila hrmoliza, osobe bez K antigena (K0) koje su formirale antitela na antigen K, moraju dobiti transfuziju donora koji su također  i K0.
Autoimuna hemolitska anemija (AIHA) se javlja kada organizam proizvodi antitela protiv antigena krvne grupe na vlastitim crvenim krvnim zrnacima. Stvorena antitela dovode do uništenja crvenih krvnih zrnaca, što rezultira anemijom. Slično tome, trudnica može razviti antitela protiv fetusnih crvenih krvnih zrnaca, što je izaziva njihovo uništenje, anemiju, i hydrops fetalis u procesu poznatom  kao anti-Kell fetalna eritroblastoza  (HDN). Kada su uzrokovani  anti-Kell antitelima, i AIHA i HDN mogu biti veoma  teški,

## Fenotip McLeod
McLeod fenotip ili McLeod sindrom je X-vezana anomalija krvne grupe sistema Kell u kojem su Kell antigeni su slabo prepoznatljiviu  laboratorijskim testovima. U McLeod gen kodira protein ‘’XK’’, sa strukturnim karakteristikama protein membranog  transporta, ali nepoznate  funkcije. U Čini se da je ‘’XK’’ potreban za pravilnu sintezu ili prezentaciju Kell antigena na površini crvenih krvnih zrnaca.

## Istorija
Kell grupa je dobila ime 1945, po prvom pacijentu kod kojeg je  opisano antitela K1, trudnoj ženi po imenu  Kellacher. Gospođa Cellano je isto tako jedna trudnica s prvim opisanim antitelom za K2. K0 fenotip je prvi put opisan 1957. godine, a McLeod fenotip je pronađena kod Hugha McLeoda, Harvardskog studenta  stomatologuje, 1961. godine.
Prema najnovijim spekulativnim  informacijama, smrt desetero  novorođenčadi engleskog kralja Henryja  VIII pokušava se  objasniti pretpostavkom da je imao Kell pozitivnu krv. Njegovo mentalno propadanje oko 40. godine može objasniti McLeodov sindrom.

## Ostale asocijacije
Rezultati dosadašnjih istraživanja podržavaju genetičku povezanost između gena Kell krvne grupe na hromozomu 7 (q33) i sposobnosti osjećanja gorkog okusa feniltiokarbamida (PTC). Proteinski eceptori za osjećaj gorkog su na opšančenim kvržicama gornje strane korijena jezika, a kodirani su sa obližnjeg lokusa na hromosomu 7: q35-6.

## Spoljašne veze
- http://www.ncbi.nlm.nih.gov/gv/mhc/xslcgi.cgi?cmd=bgmut/systems_info&system=kell (en)